# Саверин, Эдуардо
Эдуардо Саверин (англ. Eduardo Saverin; род. 19 марта 1982, Сан-Паулу, Бразилия) — бизнесмен бразильского происхождения, один из соучредителей социальной сети Facebook. Владеет 1,88 % акций Facebook. С 2009 года постоянно проживает и работает в Сингапуре, является гражданином Бразилии.

## Биография
Эдуардо Саверин родился в еврейской семье в Сан-Паулу (Бразилия) и вырос в Майами (Флорида). Его отец работал в сфере недвижимости. Эдуардо учился в подготовительной школе Гулливер в Майами и продолжил образование в Гарвардском университете, где являлся членом клуба Феникс и президентом Ассоциации Harvard Investment. В 2006 году Саверин окончил с отличием Гарвардский университет с дипломом в области экономики.
С Марком Цукербергом Эдуардо познакомился на первом курсе. Уже на втором они создали свой совместный проект — The Facebook. Саверин был основным инвестором и коммерческим директором проекта. Но летом 2004 года Саверин уехал на практику в Нью-Йорк, а Марк остался развивать своё детище. Цукерберг знакомится с Шоном Паркером и Питером Тилем, которые помогают ему получить инвестиции для Facebook. Впоследствии Эдуардо отдалился от Цукерберга, и усилиями последнего его доля в уставном капитале компании была понижена с 34 % до 0,03 % в апреле 2005 года. Саверин подал судебный иск, и в январе 2009 года суд подтвердил его право на 5 % акций компании.
10 марта 2013 года Эдуардо Саверин попал в Топ-10 самых молодых миллиардеров по версии Forbes. Он занимает 5-е место в рейтинге, его состояние насчитывает 2,2 млрд долларов.
В декабре 2017 года признан самым богатым человеком Сингапура с состоянием 10 миллиардов $.
С 1998 по 2011 год являлся гражданином США, но отказался от американского гражданства, чтобы избежать уплаты 15-процентного налога на свои активы.

## Изображение в искусстве
В 2010 году в фильме «Социальная сеть» изображены отношения между Саверином и Марком Цукербергом с момента создания Facebook до момента иска Саверина против Цукерберга. Роль Саверина исполнил актёр Эндрю Гарфилд.